# Padrenda
Padrenda es un municipio español de la provincia de Orense, en la comunidad autónoma de Galicia. Ubicado en la comarca de Tierra de Celanova, tiene una población de 1534 habitantes (INE 2024).

## Geografía
Situado en el oeste de la provincia, próximo al curso bajo del río Miño, el término municipal tiene una superficie de alrededor de 60 km². La vegetación está compuesta por robles, pinos, castaños y eucaliptos en su inmensa mayoría.

## Historia
En el censo de 1910 el municipio tenía una población de hecho de 4242 habitantes y de derecho de 4815 habitantes.

## Organización territorial
El municipio está formado por ciento tres entidades de población distribuidas en seis parroquias:
- Condado (Santa María)[6][7][5]
- Crespos (San Juan)[8]
- Desteriz (San Miguel)
- La Torre[4] (San Pedro)[9]
- Monterredondo[4] (San Juan)[10]
- Padrenda (San Cipriano)[11]

## Demografía
Cuenta con una población de 1534 habitantes (INE 2024).
| Gráfica de evolución demográfica de Padrenda entre 1842 y 2021                                                        |
| |
| Población de derecho según los censos de población del INE. Población de hecho según los censos de población del INE. |

## Economía
En el municipio se cultiva el maíz, patatas, árboles frutales y vid. Existe ganado vacuno y porcino. Hay una cantera de granito y una central hidroeléctrica en Frieira. Existen también manufacturas de la madera.

## Patrimonio
En el núcleo urbano hay una iglesia bajo la advocación de San Roque. 

## Festividades
- Virgen del Rosario: En la parroquia de Desteriz la fiesta se celebra el día 7 de octubre.
- San Ciprián: En la aldea de Lavandeira, la es en la segunda quincena del mes de septiembre.
- San Xoán de Crespos: Según dicta la tradición se les sustrae por la noche a los vecinos de la localidad sus antiguos carros de madera para colgarlos del roble situado en la plaza del pueblo. Donde los propietarios de las substracciones de la noche pasada los vienen a recoger a la dicha plaza.
- Romería da Portela: Es una fiesta en la cual se junta la gente del pueblo de O Condado y gente de diversas aldeas del municipio de Padrenda. En la romería se puede degustar todo tipo de productos pero destacan el "Polbo á feira" y la "Carne ó caldeiro". También la gente lleva de su casa comida y la degustan plácidamente al lado de la capilla. Todo esto acompañado por una banda de música.
- Santa María Madalena: En la aldea de Freáns.
- Asunción en Monterredondo: En la aldea de Monterredondo es la fiesta más popular del Ayuntamiento.
- San Antonio: En la aldea de Gorgua.
- San Miguel

## Deporte
Padrenda club de fútbol.

## Corporación municipal
| Resultado elecciones municipales del 25 de mayo de 2015 en Padrenda |       |            |            |
| Nombre                                                              | Votos | Porcentaje | Concejales |
| Partido Popular de Galicia                                          | 881   | 69.59%     | 7          |
| Partido dos Socialistas de Galicia                                  | 361   | 28.52%     | 2          |

## Turismo
Se puede disfrutar de un viaje en catamarán a orillas del Miño, así como rafting y puenting. Dentro de la caza destacan la del conejo y el jabalí, y en la pesca, la trucha y la anguila.